# Andrés Aguilar Mawdsley
Andrés Aguilar Mawdsley (Caracas, 10 juli 1924 - Den Haag, 24 oktober 1995) was een Venezolaans rechtsgeleerde, hoogleraar, diplomaat, politicus en rechter. Hij was hoogleraar aan de Centrale Universiteit van Venezuela en Katholieke Universiteit Andrés Bello. Hij was verder diplomaat bij internationale organisaties zoals de Verenigde Naties en rechter van het Internationale Gerechtshof.

## Levensloop
Aguilar studeerde aan de Centrale Universiteit van Venezuela, waar hij een doctorsgraad behaalde in politicologie en sociologie. Aan de McGill-universiteit in Montreal behaalde hij verder een mastergraad in burgerlijk recht. Vanaf 1948 doceerde hij aan de Centrale Universiteit van Venezuela en vanaf 1954 eveneens aan de Katholieke Universiteit Andrés Bello. Aan beide universiteiten was hij vanaf 1958 werkzaam als hoogleraar.
In de periode van 1958 tot 1962 was hij Minister van Justitie en aansluitend van 1963 tot 1965 ambassadeur op het kantoor van de Verenigde Naties in Genève. Daarna was hij van 1969 tot 1972 permanent vertegenwoordiger op het hoofdkwartier van de Verenigde Naties in New York.
Van 1972 tot 1974 was hij buitengewoon en gevolmachtigd gezant van Venezuela in de Verenigde Staten en aansluitend van 1975 tot 1983 juridisch adviseur en vertegenwoordiger van Petróleos de Venezuela, de landelijke aardoliemaatschappij van Venezuela. Daarnaast was hij van 1972 tot 1985 lid - en gedurende deze tijd verschillende malen voorzitter - van de Inter-Amerikaanse Commissie voor Mensenrechten. Van 1986 tot 1991 was hij permanent vertegenwoordiger van zijn land bij de Verenigde Naties in New York.
In februari 1991 trad hij aan als rechter van het Internationale Gerechtshof in Den Haag. Na de helft van zijn termijn te hebben gediend, overleed in oktober 1995. Naar de traditie van het hof werd hij opgevolgd door een landgenoot, Gonzalo Parra-Aranguren, die de termijn tot 2000 uitdiende, met nog een extra termijn van negen jaar erna tot 2009.
Aguilar was sinds 1978 lid van de Academia de Ciencias Políticas y Sociales de Venezuela (Academie van Politieke en Sociale Wetenschappen van Venezuela). Verder was hij sinds 1983 lid van de Institut de Droit International.
- Gemeinsame Normdatei: 131660330
- International Standard Name Identifier: 0000 0000 2135 3287
- Nederlandse Thesaurus van Auteursnamen: 306088959
- Virtual International Authority File: 45440604